# The Shooting of Dan McGrew
The Shooting of Dan McGrew er en amerikansk stumfilm fra 1915 af Herbert Blaché.

## Medvirkende
- Edmund Breese som Jim Maxwell.
- William A. Morse som Dan McGrew
- Kathryn Adams som Lou Maxwell.
- Wallace Stopp som Nells ektemann.
- Bill Cooper som Caribou Bill.